# Spindasis pinheyi
Spindasis pinheyi är en fjärilsart som beskrevs av Heath 1983. Spindasis pinheyi ingår i släktet Spindasis och familjen juvelvingar. Inga underarter finns listade i Catalogue of Life.